# الكسندر سميث
الكسندر سميث (بالإنجليزية: Alexander Smith)‏ هو كيميائي أمريكي، ولد في 11 سبتمبر 1865 في إدنبرة في المملكة المتحدة، وتوفي بنفس المكان في 9 سبتمبر 1922.